# Волт Атанас
Волт Атанас (англ. Walt Atanas повне ім'я Волтер "Антс" Атанас (англ. Walter "Ants" Atanas; нар. 22 грудня 1923, Гамільтон, Онтаріо, Канада — † 8 серпня 1991, Спрінгфілд, Массачусетс, США) — колишній канадський хокеїст українського походження, що грав на позиції правого нападника. Найбільші досягнення, як гравця, добився в команді «Нью-Йорк Рейнджерс», по закінченні кар'єри був скаутом «Філадельфії Флайєрс».

## Ігрова кар'єра
Волт Атанас народився в Онтаріо в родині вихідців з України. Як і більшість тогочасних юнаків, захоплювався спортом і відвідував змагання спортивних команд свого містечка — Гамільтона. Відтак, він пригледівся місцевому тренеру, який і запросив його до юначої команди «Гамільтон Віззерс», а згодом він уже виступав за дорослих гокеїстів рідного міста.
В одній із товариських ігор відомий тренер Едді Шор, розгледів неабиякі задатки в агресивному та швидкому Волтері і, уже наступний сезон, юнак потрапив до команди «Баффало Бізонс», з якою він став переможцем ліги АХЛ (другої по значимості в Північній Америці).
Гра Волтера "Мурахи" (таке він мав прізвисько) зацікавила кілька команд НХЛ, тому наступний сезон він розпочинав уже в Нью-Йорку, виступаючи за місцеву команду «Нью-Йорк Рейнджерс». Але, незважаючи на хороші, як для дебютанта, набрані очки - йому не вдалося закріпитися в Нью-Йорку.

## Статистика
| Сезон   | Клуб                                           | Ліга | Регулярна першість | Регулярна першість | Регулярна першість | Регулярна першість | Регулярна першість | Плей-оф | Плей-оф | Плей-оф | Плей-оф | Плей-оф |
| Сезон   | Клуб                                           | Ліга | І                  | Г                  | П                  | О                  | ШХ                 | І       | Г       | П       | О       | ШХ      |
| ------- | ---------------------------------------------- | ---- | ------------------ | ------------------ | ------------------ | ------------------ | ------------------ | ------- | ------- | ------- | ------- | ------- |
| 1942–43 | «Гамільтон Віззерс» (Hamilton Whizzers)        | ОХА  | 23                 | 37                 | 12                 | 49                 | 21                 | 5       | 1       | 1       | 2       | 10      |
| 1943–44 | «Баффало Бізонс» (Buffalo Bisons)              | АХЛ  | 46                 | 16                 | 19                 | 35                 | 63                 | 9       | 6       | 7       | 13      | 2       |
| 1943–44 | «Торонто Мейге Джевілс» (Toronto Maher Jewels) | TIHL | 1                  | 2                  | 0                  | 2                  | 0                  | —       | —       | —       | —       | —       |
| 1944—45 | «Нью-Йорк Рейнджерс»                           | НХЛ  | 49                 | 13                 | 8                  | 21                 | 40                 | —       | —       | —       | —       | —       |
| 1944–45 | «Торонто Мейге Джевілс»                        | TIHL | 1                  | 2                  | 0                  | 2                  | 0                  | —       | —       | —       | —       | —       |
| 1945–46 | «Клівленд Баронс» (Cleveland Barons)           | АХЛ  | 31                 | 10                 | 10                 | 20                 | 30                 | —       | —       | —       | —       | —       |
| 1945—46 | «Міннеаполіс Міллерс» (Minneapolis Millers)    | ХЛСШ | 22                 | 11                 | 10                 | 21                 | 36                 | —       | —       | —       | —       | —       |
| 1946—47 | «Міннеаполіс Міллерс»                          | ХЛСШ | 51                 | 10                 | 19                 | 29                 | 40                 | 3       | 1       | 0       | 1       | 4       |
| 1947–48 | «Міннеаполіс Міллерс»                          | ХЛСШ | 66                 | 25                 | 38                 | 63                 | 59                 | 10      | 6       | 2       | 8       | 8       |
| 1948–49 | «Міннеаполіс Міллерс»                          | ХЛСШ | 64                 | 35                 | 20                 | 55                 | 15                 | —       | —       | —       | —       | —       |
| 1949-50 | «Міннеаполіс Міллерс»                          | ХЛСШ | 69                 | 24                 | 28                 | 52                 | 49                 | 7       | 7       | 4       | 11      | 10      |
| 1950–51 | «Буфало Бізонс»                                | AHL  | 61                 | 19                 | 26                 | 45                 | 23                 | 4       | 0       | 0       | 0       | 8       |
| 1951–52 | «Баффало Бізонс»                               | АХЛ  | 11                 | 2                  | 2                  | 4                  | 4                  | —       | —       | —       | —       | —       |
| 1951–52 | «Вікторія Кугарс» (Victoria Cougars)           | ТХЛ  | 36                 | 21                 | 8                  | 29                 | 32                 | 13      | 3       | 6       | 9       | 11      |
| 1952–53 | «Ванкувер Канакс» (Vancouver Canucks)          | ЗХЛ  | 68                 | 28                 | 24                 | 52                 | 28                 | 9       | 1       | 1       | 2       | 14      |
| 1953–54 | «Спрингфілд Індіанс» (Springfield Indians)     | КвХЛ | 18                 | 7                  | 15                 | 22                 | 24                 | —       | —       | —       | —       | —       |
| 1953–54 | «Сірак'юс Варріорс» (Syracuse Warriors)        | АХЛ  | 28                 | 9                  | 19                 | 28                 | 14                 | —       | —       | —       | —       | —       |
| 1954–55 | «Спрингфілд Індіанс» (Springfield Indians)     | АХЛ  | 62                 | 29                 | 45                 | 74                 | 66                 | —       | —       | —       | —       | —       |
| 1955–56 | «Спрингфілд Індіанс» (Springfield Indians)     | АХЛ  | 52                 | 15                 | 31                 | 46                 | 35                 | 13      | 4       | 5       | 9       | 6       |
| 1956–57 | «Норт-Бей Трепперс»                            | ПОХЛ | 52                 | 15                 | 31                 | 46                 | 35                 | 13      | 4       | 5       | 9       | 6       |
| 1 сезон | НХЛ                                            |      | 49                 | 13                 | 8                  | 21                 | 40                 | —       | —       | —       | —       | —       |